# Hofmann Spur
Der Hofmann Spur ist ein vereister Gebirgskamm im ostantarktischen Viktorialand. Auf der Westseite der Royal Society Range erstreckt er sich zwischen dem Allison- und dem Dale-Gletscher.
Das Advisory Committee on Antarctic Names benannte ihn 1994 nach David J. Hofmann (1937–2009) von der University of Wyoming und der National Oceanic and Atmospheric Administration, der über 15 Jahre hinweg mittels Ballonsonden Untersuchungen zur Zusammensetzung der oberen Schichten der Erdatmosphäre in Antarktika durchgeführt hatte und somit zum Verständnis über das Ozonloch beitrug.